# Bri Campos
Briana „Bri“ Marie Campos Barriéntez (* 3. Februar 1994 in Aurora, Colorado) ist eine ehemalige mexikanische Fußballspielerin und A-Nationalspielerin.

## Karriere

### Vereine
Campos spielte im Alter von 13 Jahren für den in Rush ansässigen Verein Colorado Rush Fußball und gehörte vier Jahre lang dem Colorado Olympic Development Program an.
Mit ihrem Abschluss an der Grandview High School im Yakima County im Bundesstaat Washington verfolgte sie ein Studium in Gesundheit, Kinesiologie und Freizeit und begab sich an die Baylor University in Waco im Bundesstaat Texas. Während ihrer Studienzeit kam sie für das Sport-Team der Bildungseinrichtung, die Lady Bears, in 83 Meisterschaftsspielen der Big 12 Conference innerhalb der NCAA Division I zum Einsatz, in denen sie 19 Tore erzielte.
Nach dem Ende ihrer Studienzeit nach Finnland gelangt, spielte sie dort für den Erstligisten Åland United – bis Spielzeitende 2019 bestritt sie 84 Punktspiele, in denen sie 13 Tore erzielte.
Anschließend kam sie in der Spielzeit 2020 für den Liganeuling Umeå IK in der Damallsvenskan, der höchsten Spielklasse im schwedischen Frauenfußball, zum Einsatz. Nach 21 von 22 Punktspielen ohne Torerfolg und dem Abstieg ihrer Mannschaft in die Elitettan verließ sie den Verein.
In der Folgespielzeit 2021 gehörte sie dem Vittsjö GIK in der Damallsvenskan an und bestritt 19 von 22 Punktspielen und blieb erneut ohne Torerfolg.
Zum Ligarückkehrer Umeå IK zurückgekehrt, bestritt sie für diesen 18 Punktspiele, in denen ihr am 15. Mai 2022 (9. Spieltag) bei der 1:2-Niederlage im Heimspiel gegen Eskilstuna United mit dem Treffer zum 1:1 in der 31. Minute ihr einziges Tor während ihrer Zeit in Skandinavien gelang, der Mannschaft der Spielklassenverbleib hingegen nicht.

### Nationalmannschaft
Campos debütierte als Nationalspielerin für den FEMEXFUT in der U20-Nationalmannschaft. Für diese bestritt sie fünf Länderspiele, zwei davon im Jahr 2012 und drei davon im Jahr 2013 in der Qualifikation für die Teilnahme an der CONCACAF-Meisterschaft 2014.
Für die A-Nationalmannschaft kam sie ebenfalls zu Länderspieleinsätzen, u. a. bei der Teilnahme ihrer Mannschaft an der Oktober-Ausspielung des Vier-Nationen-Turniers 2017, in dem ihr im dritten und letzten Spiel bei vier teilnehmenden Mannschaften ein Eigentor gegen die Nationalmannschaft Nordkoreas in der 20. Minute unterlief, wodurch sie unfreiwillig zum 1:0-Sieg der gegnenerischen Mannschaft beitrug.
Drei weitere Länderspiele bestritt sie im Turnier um den Zypern-Cup 2020 mit den drei Spielen in der Gruppenphase, die allesamt gegen die Nationalmannschaften Kroatiens, der Slowakei und Tschechiens unentschieden endeten.